# Shahrulnizam Mustapa
Shahrulnizam Mustapa (Ipoh; Malasia, 2 de abril de 1981) es un exfutbolista de Malasia que jugaba en la posición de centrocampista.

## Carrera

### Club
| Periodo   | Club            |
| --------- | --------------- |
| 1999      | Perak FA        |
| 2000      | Lintau FC       |
| 2001      | PDRM FA         |
| 2002-2006 | Perak FA        |
| 2006–2007 | AS Tefana       |
| 2007–2008 | Perak FA        |
| 2009–2010 | Kedah FA        |
| 2011–2013 | Perak FA        |
| 2014–2015 | Felda United FC |
| 2016      | Felcra FC       |

### Selección nacional
Debutó con Malasia el 18 de junio de 2007 en un partido amistoso ante Camboya. Jugó seis partidos hasta 2011 y participó en la Copa Asiática 2007.

## Logros
- Liga Premier de Malasia (2): 2002, 2003
- Copa de Malasia (1): 2004
- Malasia Charity Shield (3): 1999, 2005, 2005-06
- Copa de Tahití (1): 2006-07
- Supercopa de Tahití (1): 2007
- Copa TOM (1): 2006